# Цихоцька Руслана Петрівна
Руслана Петрівна Цихоцька (нар.23 березня 1986) — українська легкоатлетка, що спеціалізується в потрійному стрибку та стрибках у довжину, учасниця Олімпійських ігор 2016 років.

## Основні досягнення
| Рік  | Чемпіонат                     | Місце проведення         | Місце  | Результат |
| ---- | ----------------------------- | ------------------------ | ------ | --------- |
| 2011 | Чемпіонат світу               | Тегу, Південна Корея     | 32 (q) | 13.28 м   |
| 2012 | Чемпіонат світу в приміщенні  | Стамбул, Туреччина       | 27 (q) | 13.21 м   |
| 2012 | Чемпіонат Європи              | Гельсінкі, Фінляндія     | 17 (q) | 13.87 м   |
| 2013 | Чемпіонат світу               | Москва, Росія            | 16 (q) | 13.51 м   |
| 2016 | Олімпійські ігри              | Ріо-де-Жанейро, Бразилія | 26 (q) | 13.63 м   |
| 2017 | Чемпіонат Європи в приміщенні | Белград, Сербія          | 16 (q) | 13.31 м   |

Народилась 23.03.1986 р. у м. Чернівці (УРСР, Україна).
Спортом почала займатися з раннього дитинства.  Спершу поєднувала легку атлетику і боротьбу дзюдо. Свого часу навіть вигравала Чернівецькі обласні юнацькі ігри одразу у трьох видах спорту – легкій атлетиці, боротьбі дзюдо і вільній боротьбі. Потім сконцентрувалася на легкій атлетиці, де її першим тренером був Геннадій Терехов. Пізніше тренувалась також під керівництвом Анатолія Парнети (Чернівці), Юрія Горбаченка (Київ), а останнім часом її наставником є знаний столичний фахівець Анатолій Голубцов (тренер олімпійської чемпіонки і рекордсменки світу з потрійного стрибку Інесси Кравець).
Норматив майстра спорту у потрійному стрибку виконала у 2007 р. на переможному Кубку України у Києві, а у стрибках у довжину – на початку 2008 р. на «Різдвяних стартах» (Київ).
Неодноразово перемагала та входила до числа призерів на чемпіонатах та Кубках України просто неба та у приміщенні. Учасниця чемпіонатів Європи та світу.
Закінчила педагогічний факультет Чернівецького національного університету ім. Ю. Федьковича.
У 2010 р. пройшла відбір і брала участь у телевізійному проекті «БУМ. Битва слов’ян».
У 2012 р. виступала за СК «Гешко».
2011 р.
Учасниця чемпіонату світу (Тегу, Корея, 27.08-4.09.11).
V літні Всесвітні армійські ігри (Ріо-де-Жанейро, Бразилія) – 3 м у потрійному стрибку (14 м 05 см), 3 м у стрибках у довжину (6 м 23 см).
2012 р.
Кубок України (Ялта) – 1 м (14 м 53 см).
Чемпіонат України – 3 м (14 м 36 см)
Міжнародні змагання у Мадриді (Іспанія) – 1 м (14 м 28 см).
Чемпіонат Європи – 13 м 87 см (до фіналу не пробилась).
Тричі перевершила олімпійський норматив у потрійному стрибку (14 м 30 см), довела особистий рекорд до 14 м 53 см, на Олімпіаду у Лондон не поїхала (за рішенням тренерської ради, більше трьох українських стрибунок потрійним виконали олімпійський норматив).
2013 р.
Командний чемпіонат України (Ялта) – 1 м (потрійний стрибок, 14 м 26 см).
Учасниця чемпіонату світу (Москва, Росія).
2016 р.
1.06.16 – на командному чемпіонаті м. Києва перемогла з результатом 14 м 37 см і, таким чином, виконала олімпійський норматив 2016 (14 м 15 см)
19.06.16 – чемпіонат України (м. Луцьк), 1 м у потрійному стрибку (14 м 41 см).
2017 р.
Чемпіонат України в приміщенні (м. Суми, 19.02.17) – 2 м у потрійному стрибку (13 м 31 см),
Чемпіонат Європи в приміщенні (Белград, Сербія, 3.03.17) – 16 м у кваліфікації (13 м 31 см).